# Mohammed Allach
Mohammed “Mo” Allach (Den Haag, 20 september 1973) is een Nederlands oud-voetballer, die na zijn actieve carrière in de voetbalwereld actief werd in technische en bestuurlijk functies.

## Carrière als voetballer
Allach studeerde na zijn middelbare school Sociaal Pedagogische Hulpverlening. Hij startte zijn profcarrière op relatief late leeftijd. Hij was een jongerenwerker in Gouda en speelde op amateurniveau bij SV DWO en Alphense Boys toen hij in 1996 werd ingelijfd door eerstedivisieclub Excelsior. Halverwege het seizoen 1999/00 stapte Allach over naar Feyenoord, waar hij echter geen officiële wedstrijden voor speelde. In 2000 vertrok hij naar FC Groningen, waar hij in ruim twee seizoenen een vaste basisspeler was. In 2002 moest hij daar noodgedwongen vertrekken na een conflict met trainer Dwight Lodeweges, die hem een "stoorzender" in de groep noemde.
Allach speelde vervolgens voor FC Dordrecht in de Eerste divisie en FC Twente in de Eredivisie. Toen hij bij de laatste club geen basisplaats wist af te dwingen, vertrok hij in 2004 naar VVV-Venlo. In 2006 beëindigde hij zijn profcarrière om vervolgens aan de slag te gaan als technisch directeur en hoofd opleidingen bij VVV.

### Clubstatistieken
| Seizoen | Club          | Competitie     | Duels | Goals |
| ------- | ------------- | -------------- | ----- | ----- |
| 1996/97 | SBV Excelsior | Eerste divisie | 2     | 0     |
| 1997/98 | SBV Excelsior | Eerste divisie | 28    | 0     |
| 1998/99 | SBV Excelsior | Eerste divisie | 33    | 1     |
| 1999/00 | Feyenoord     | Eredivisie     | 0     | 0     |
|         | SBV Excelsior | Eerste divisie | 17    | 0     |
| 2000/01 | FC Groningen  | Eredivisie     | 30    | 0     |
| 2001/02 | FC Groningen  | Eredivisie     | 33    | 1     |
| 2002/03 | FC Groningen  | Eredivisie     | 6     | 0     |
|         | FC Dordrecht  | Eerste divisie | 22    | 0     |
| 2003/04 | FC Twente     | Eredivisie     | 12    | 0     |
| 2004/05 | VVV-Venlo     | Eerste divisie | 33    | 0     |
| 2005/06 | VVV-Venlo     | Eerste divisie | 31    | 0     |
| Totaal  | Totaal        | Totaal         | 247   | 2     |

## Carrière als bestuurder
In 2008 verruilde hij als technisch directeur en hoofd-jeugdopleiding van VVV voor FC Twente, waar hij als manager voetbalzaken in dienst trad. Na één seizoen bij Twente verruilde hij zijn functie van manager voetbalzaken voor de functie van Directeur voetbalzaken bij RKC Waalwijk.
In 2011 werd Allach aangetrokken door de KNVB. Onder de periode van Allach als technisch manager plaatste het Nederlands voetbalelftal onder leiding van Bert van Marwijk, zich eenvoudig voor het EK 2012, waar vervolgens in de groepsfase geen wedstrijd werd gewonnen en daarmee direct was uitgeschakeld. Op 6 juni 2012 stond Nederland op de vierde plaats op de FIFA-wereldranglijst, achter Duitsland.
In juli 2013 maakte Vitesse bekend Allach te hebben gecontracteerd als technisch directeur. Hij volgde hiermee Ted van Leeuwen op. Allach vervulde die functie tot 2017. Tijdens deze periode won Vitesse de KNVB Beker, de allereerste prijs in de clubgeschiedenis. Na een overstap naar het Israëlische Maccabi Haifa keerde Allach in maart 2019 terug in Arnhem. Allach vertrok 9 maanden later na een conflict met de clubleiding alweer bij Vitesse.
Op 10 juni 2020 maakte RKC Waalwijk bekend dat Allach de nieuwe technisch directeur zou worden. Deze functie bekleedde hij vijf jaar. Medio 2025 zou hij de overstap maken naar FC Groningen, waar hij eerder actief was als speler en opnieuw zou gaan samenwerken met Frank van Mosselveld, die een jaar eerder dezelfde overstap maakte. Allach tekende een vijfjarig contract.

## Maatschappelijke betrokkenheid
Eind 2003 richtte Allach met vrienden de Stichting Maroquistars op, een vrijwilligersorganisatie die door middel van sociaal maatschappelijke projecten jongeren sociaal weerbaarder en talent bewust tracht te maken. Allach is lid van de Partij van de Arbeid. Voor de Tweede Kamerverkiezingen 2006 werd hij door Wouter Bos gevraagd voor een plaats op de kandidatenlijst van de PvdA, maar hij bedankte hiervoor. Voor de Tweede Kamerverkiezingen 2012 was Allach lijstduwer voor de PvdA. Hij stond op plaats 73.